# Riksdagen 1925
Riksdagen 1925 ägde rum i Stockholm.
Riksdagens kamrar sammanträdde i riksdagshuset den 10 januari 1925. Riksdagsarbetet inleddes ceremoniellt genom riksdagens högtidliga öppnande i rikssalen på Stockholms slott den 12 januari. Första kammarens talman var Hugo Hamilton (oberoende konservativ), andra kammarens talman var Bernhard Eriksson (S). Riksdagen avslutades den 10 juni 1925.